# Grzegorz Rasiak
Grzegorz Rasiak (pronunție în poloneză [ˈɡʐɛɡɔʐ ˈraɕak]), n. 12 ianuarie 1979) este un fost fotbalist profesionist care a jucat pe postul de atacant, în prezent retras din activitate.
După ce și-a început cariera în țara sa natală, Polonia, Rasiak s-a mutat în Anglia și a semnat cu Derby County, în 2004. Ulterior, a fost împrumutat de Tottenham Hotspur, la Southampton, echipă care l-a împrumutat la rândul ei la Bolton Wanderers și Watford, înainte de a se ajunge la Reading în august 2009. El a plecat de la Reading la clubul cipriot AEL Limassol, în 2010, unde a petrecut un sezon înainte de a se întoarce în Polonia, retrăgându-se din activitate în 2014.
Din 2002 până în 2007 a jucat în 37 de partide și a marcat opt goluri pentru echipa națională de fotbal a Poloniei, participând și la Campionatul Mondial de Fotbal 2006.

## Cariera la cluburi

### Polonia
Rasiak s-a născut în Szczecin. În sezonul 1996-97 Rasiak a ajuns la echipa de liga a doua Warta Poznań, unde a petrecut două sezoane. În 1998 a ajuns la echipa GKS Bełchatów din primul eșalon polonez, iar în 2000 a fost transferat la Odra Wodzisław. În sezonul 2001-2002 a ajuns la Dyskobolia Grodzisk Wielkopolski., unde a jucat în 66 de meciuri și a marcat 34 de goluri, formând  în sezonul 2003-04 atacul alături de Andrzej Niedzielan. În trei sezoane jucate la Grodzisk a marcat 34 de goluri în 66 de meciuri.

### Anglia

#### Derby County
Rasiak a semnat din postura de liber de contract cu Derby County la 24 septembrie 2004. În primul sezon a marcat 16 goluri în 35 de meciuri, cu Derby terminând pe locul al patrulea, dar nu a reușit să ajungă până în play-off.
După ce nu a reușit să promoveze, clubul a fost pus sub presiune financiară și au fost forțați de către acționarii lor să vândă jucători, Rasiak fiind vândut în Premier League, la Tottenham Hotspur,  pentru o sumă care se învârte în jurul a 3 milioane de lire.

#### Bolton Wanderers
Pe 31 ianuarie 2008, Rasiak a fost împrumutat de Bolton Wanderers, până la sfârșitul sezonului, după ce Gary Megson a decis că are nevoie de un înlocuitor după plecarea lui Nicolas Anelka la Chelsea. 

### Cipru

#### AEL Limassol
Rasiak a semnat la 20 august 2010 un contract pe 2 ani cu AEL Limassol. După 17 meciuri fără gol, AEL Limassol i-a reziliat contractul.